# Robert Nyberg
Berndt Robert Nyberg, född 6 april 1956, är en svensk tecknare. Han är främst verksam som skämttecknare (där han ofta kritiserar högerpolitik) och illustratör.

## Biografi
I mitten av 1980-talet började Nyberg medverka som tecknare i Metallarbetaren och Kamratposten. 1987–1988 tecknade han gästserien Snorvalpen i Dagens Nyheter. Han var vid denna tid även verksam med serien Lill-Nisse för Folket i Bild/Kulturfront och Clarté.
1993 blev Nybergs teckningar i Kommunals affischkampanj mycket uppmärksammade. Han har även fortsatt samarbetet med Kommunal, bland annat via serien Vad hände sedan? och olika runda vykort med skämtteckningsmotiv.
Robert Nyberg medverkar regelbundet i bland annat Ordfront och fackliga tidskrifter. Hans samtidskommenterande bilder har blivit väl uppmärksammade, och 2011 fick han motta EWK-priset.
Nyberg har också arbetat med faktaböcker och bilderböcker.

## Familj
Robert Nyberg är bror till Mikael Nyberg och son till Birgit Ståhl-Nyberg.